# Kloster Caldern
Das Kloster Caldern (gelegentlich auch Kaldern) ist ein ehemaliges Kloster der Zisterzienserinnen, das zwischen 1238 und 1250 bei Caldern, einem Ortsteil der mittelhessischen Gemeinde Lahntal, gegründet und 1527 aufgehoben wurde.

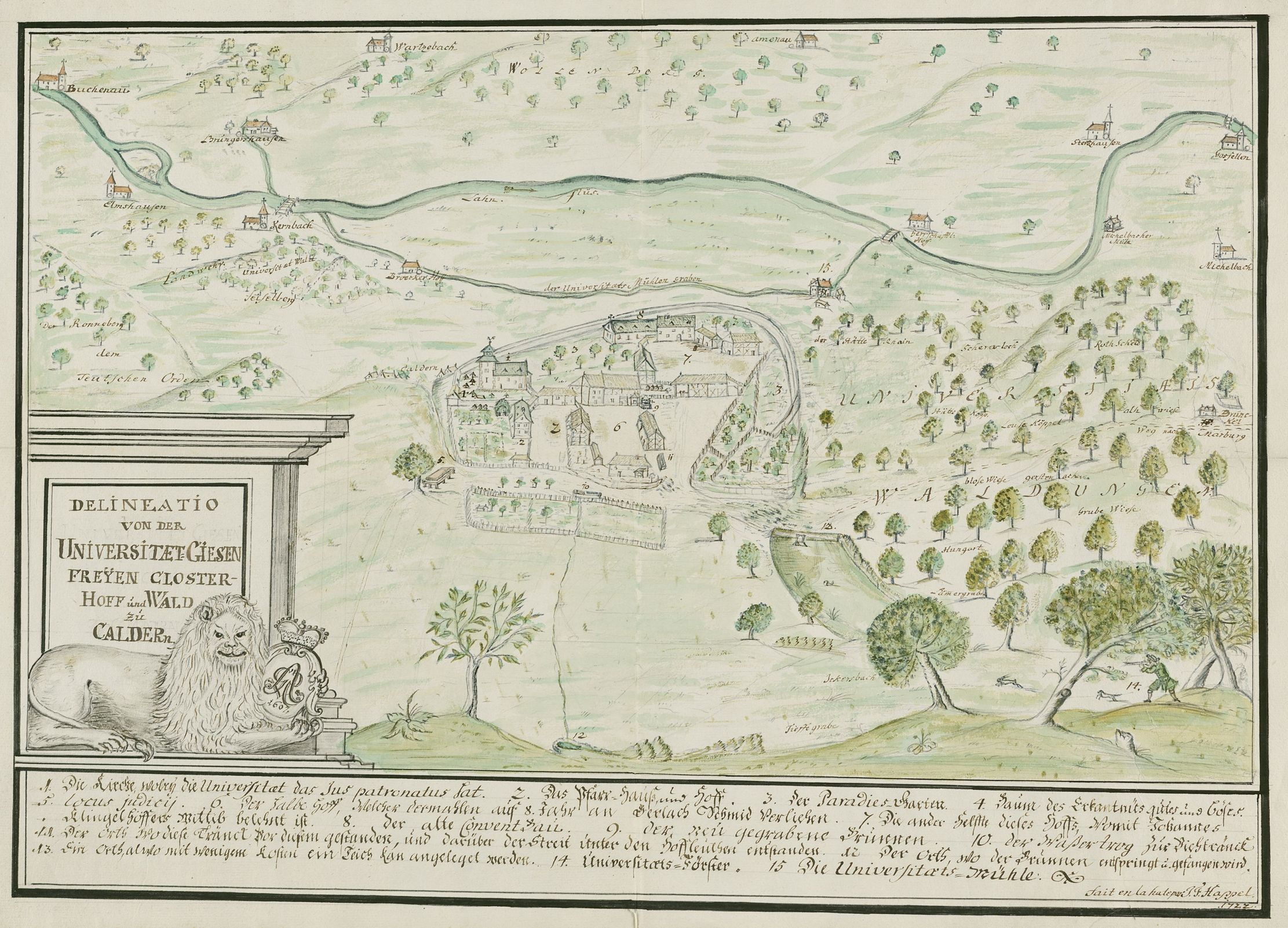
Lageplan der ehemaligen Klosteranlage von 1722. Entstanden während der Zugehörigkeit des Guts zur Universität Gießen. Der Plan weist neben dem Baubestand u. a. die „Universitäts-Waldungen“ östlich der Anlage und den „Universitätswald“ südlich von Kernbach aus. Überlieferung: Hessisches Staatsarchiv Marburg, Pläne P II 17198

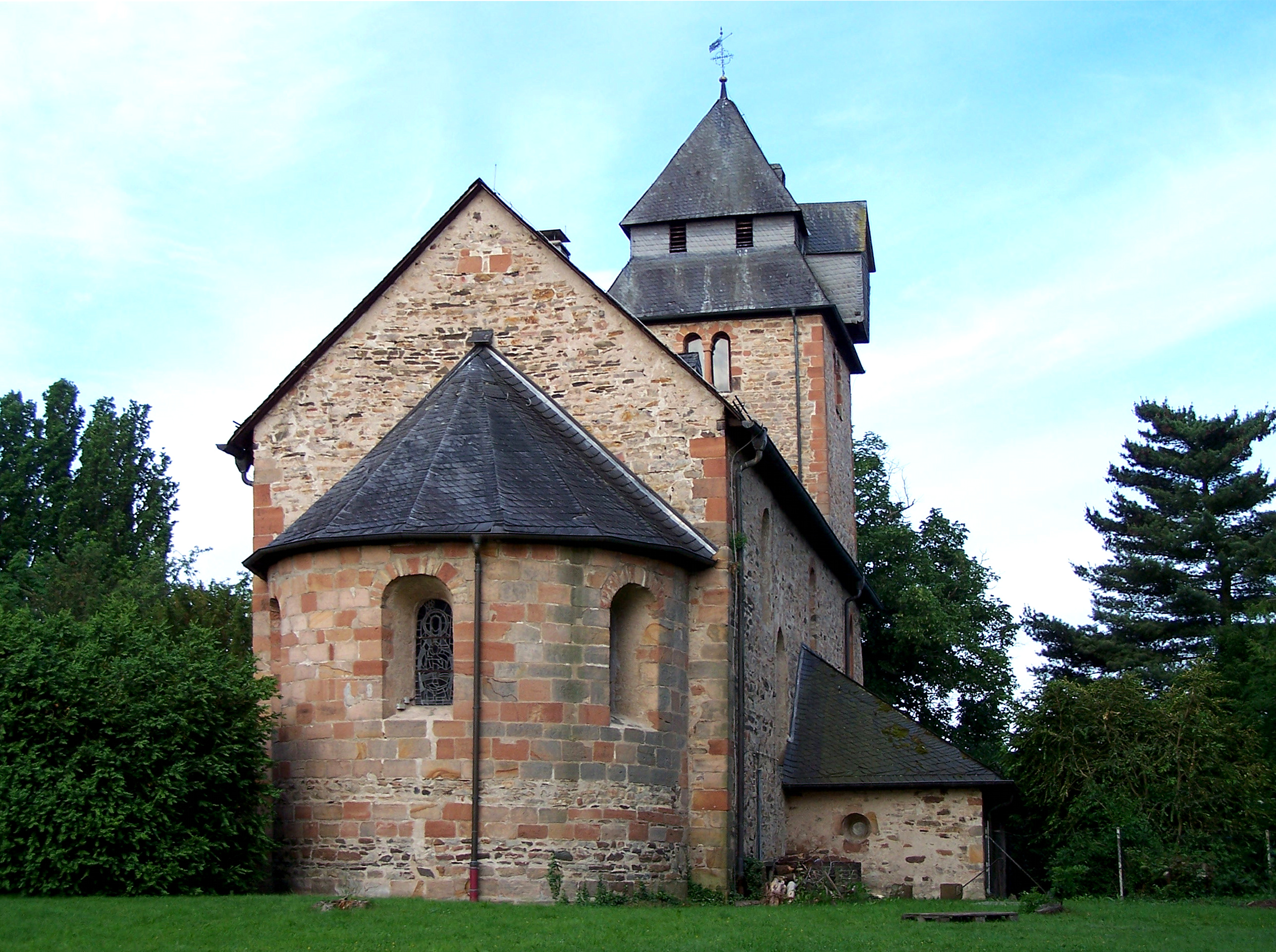
Nikolaikirche vom ehemaligen Klosterhof aus gesehen

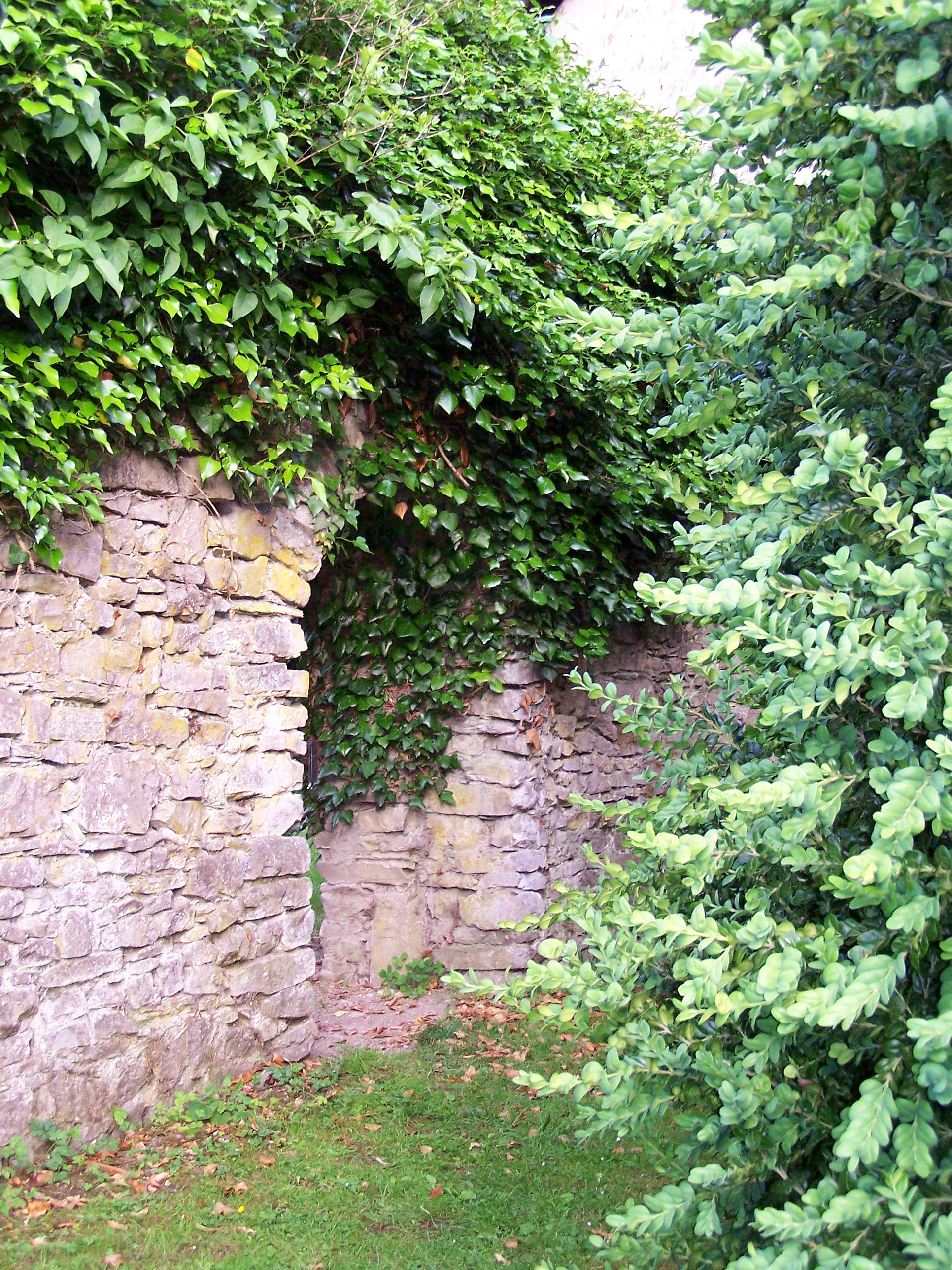
Ehemaliger Durchgang zwischen westlichem Querflügel und dem Friedhof

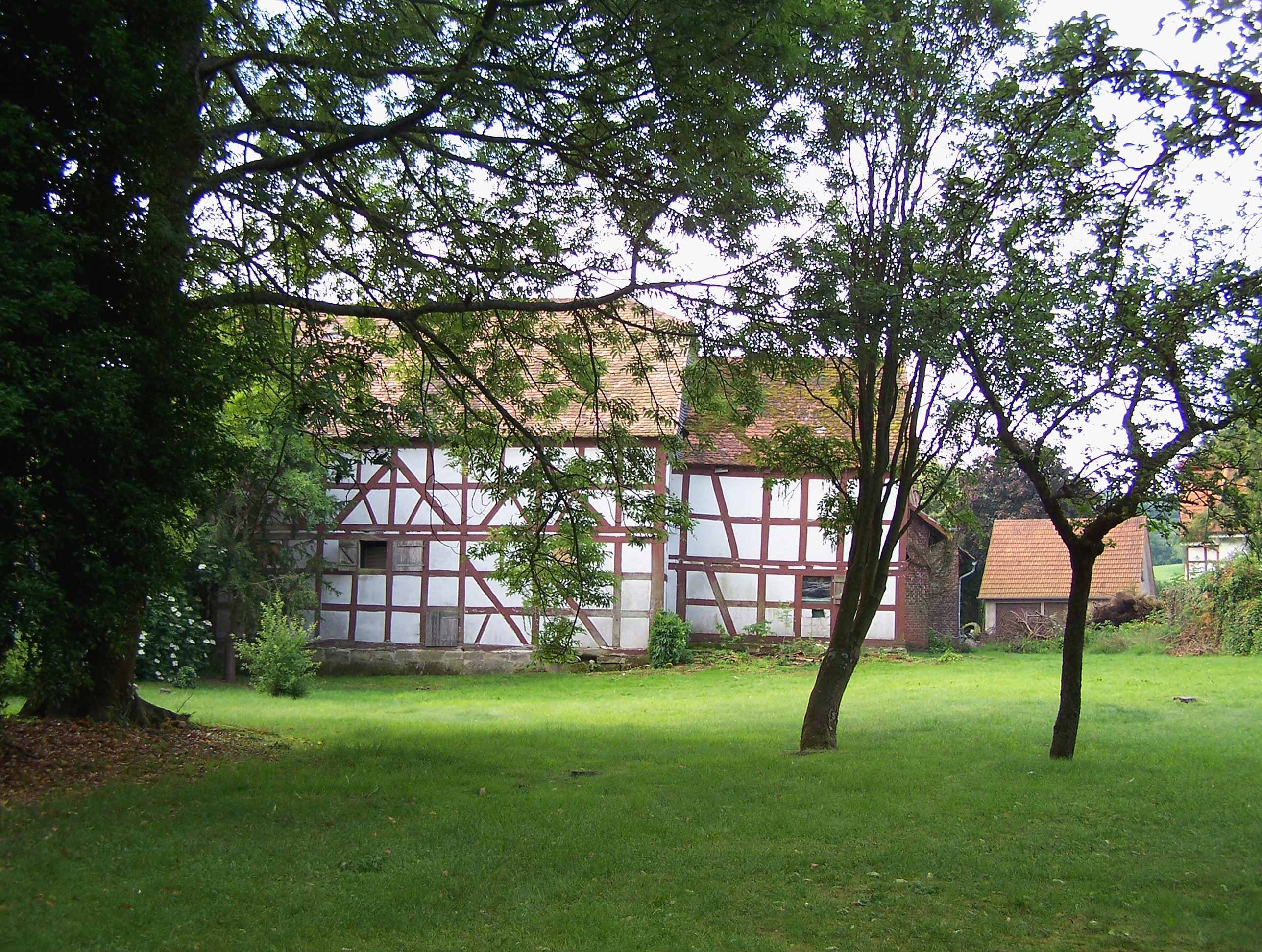
Gutshof im Jahr 2012

## Geschichte

### Gründung
Die Umstände der Gründung und auch die Gründer sind unbekannt, allerdings liegt die Gründungszeit des Zisterzienserinnenklosters in Caldern zwischen 1238 und 1250. Dies ist unter anderem durch die erste urkundliche Erwähnung von 1250 zu erfahren, welche als Abschrift von 1373 überliefert ist. Die Landgräfin Sophie von Thüringen schenkte dem Kloster ihre Calderner Nikolaikapelle und stellte es unter ihren Schutz. Die Kapelle, eine spätromanische Anlage mit einem hohen Wehrturm, wurde zur Klosterkirche. 1251 bestätigte der apostolische Legat die landgräfliche Schenkung des Patronatsrechts der Kirche von Caldern an das Kloster. Am 31. Mai 1286 genehmigte Landgraf Heinrich die Verlegung der Gerichtsstätte und des Marktplatzes, des Tanzplatzes und der Schenke, die als Störung des Klosterbetriebs empfunden wurden.

### Entwicklung
Auch in der Folgezeit genoss das Kloster Unterstützung durch die Landgrafen. So wurden ihm zwei Wälder bei Brungershausen geschenkt und die Güter bei Caldern und Brungershausen durch die Landgrafen und den Bischof von Münster von allen Abgaben befreit. Damit erhielt das Kloster Immunitätsrechte, was Ausdruck der landgräflichen Territorialpolitik dieser Zeit war.

### Auflösung
Seit der Mitte des 14. Jahrhunderts machte sich ein länger anhaltender wirtschaftlicher Rückgang bemerkbar, aus dem ein Verlust einzelner wichtiger Einkünfte entstand. Eine Abgabenbefreiung, die Landgraf Heinrich II. dem Kloster 1370 gewährte, kann daher als Versuch gedeutet werden, dem Niedergang des Klosters entgegenzuwirken. In der Zeit der Reformation waren vor allem die Beschränkung der klösterlichen Tuchproduktion und Abgabenverweigerungen ein harter Schlag für das Kloster.
Im Rahmen der Reformation wurde das Kloster 1527 schließlich von Landgraf Philipp aufgelöst. Zu dieser Zeit beherbergte das Kloster 41 Nonnen, davon 15 Laienschwestern. Die Nikolaikirche wurde wieder Pfarrkirche.
Die Einkünfte und das Liegenschaftsvermögen des Klosters übertrug Philipp I. 1533 an die beiden Siechenhäuser in Marburg und 1540 an die Universität Marburg. Im Jahre 1650 gelangte dieses Vermögen an die Universität Gießen. 1767 wurde dieser Besitz durch den Landgrafen von Hessen-Kassel durch Auslösung der Marburger Universität rückübertragen.

## Verwaltung
Die Vertretung nach außen hatte die Äbtissin inne. Zwischen 1220 und 1228 lehnte das Generalkapitel der Zisterzienser die Aufnahme weiterer Frauenklöster in den Orden ab, so dass das Caldernder Kloster keinem bestimmten Mönchskloster zugeordnet wurde, sondern der Diözese unterstand und nicht inkorporiert war.

## Wirtschaft und Besitz
Die Zisterzienserinnen förderten die Zunahme ihrer Territorien durch gezielte Erwerbung von Gütern und Rechten an Schwerpunkten ihrer Grundherrschaft vor allem zwischen 1250 und 1350 und erhielten Schenkungen. So werden auch 1268 die Güter des Klosters, die es zur Zeit der Äbtissin Gertrud in und um Caldern von landgräflichen Hörigen erworben hat, für immer von allen Diensten, zu denen jene Eigenhörigen verpflichtet waren, befreit.
Genutzt wurde dieses Eigentum vor allem zur Selbstversorgung, die auf Eigenwirtschaft beruhte. Die Existenzgrundlage des Klosters waren vor allem Wiesen, Äcker, Gärten mit Bäumen und Kräutern, Scheunen, Stallungen, Wälder, Teichwirtschaft und fünf Mühlen, die im Umkreis zum Kloster gehörten. Bewirtschaftet wurde das Ganze von Nonnen und Konversschwestern, aber auch angestellten Mägden, Knechten, Tagelöhnern und Pfründern sowie Angestellten in unterschiedlichsten Positionen. Der nicht direkt genutzte Klosterbesitz wurde verpachtet.
Zur Landwirtschaft kommt die Leinen- und Wolltuchproduktion hinzu, mit der das Kloster Caldern zusammen mit dem Kloster Georgenberg in der Region eine dominierende Rolle einnahm. Die Klöster hatten zudem auch Handelsprivilegien inne. Im Jahre 1525 wurde die Calderner Tuchproduktion beschränkt, so dass die Nonnen nur noch Tücher aus Wolle und Leinen zum eigenen Bedarf herstellen durften.
Das Kloster verfügte in Form von Häusern und Gärten über städtischen Besitz in den Städten Marburg, Wetter, Biedenkopf und Herborn, welcher durch Kauf oder auch Schenkungen in seinen Besitz gefallen war. Zusätzlich betrieben die Nonnen von Caldern in der Stadt Marburg eine Fleischschirn, deren Einnahmen an das Kloster gingen. Geldgeschäfte wurden vom Kloster auch getätigt: Es erhielt Geldgeschenke und verlieh Geld, auch wenn letzteres der Ordensregel widersprach.

## Waldungen zu Caldern
Die im Osten gelegenen Universitäts-Waldungen erstreckten sich bis nach Michelbach. Aus dem Jahr 1742 liegt eine Anweisung an den Förster von Caldern vor, in der in 17 Punkten seine Aufgaben für das Gebiet, das bis 1526 noch zum Besitz der landgräflichen Universität Gießen gehörte, aufgelistet ist. Der endgültigen Anweisung gingen mehrere Entwürfe voraus, die bisher allerdings noch nicht transkribiert oder veröffentlicht sind und im Archiv der Philipps-Universität Marburg, räumlich im Staatsarchiv Marburg untergebracht, verweilen. Noch heute gehören die Waldungen zum Besitz der Philipps-Universität Marburg.

## Heute

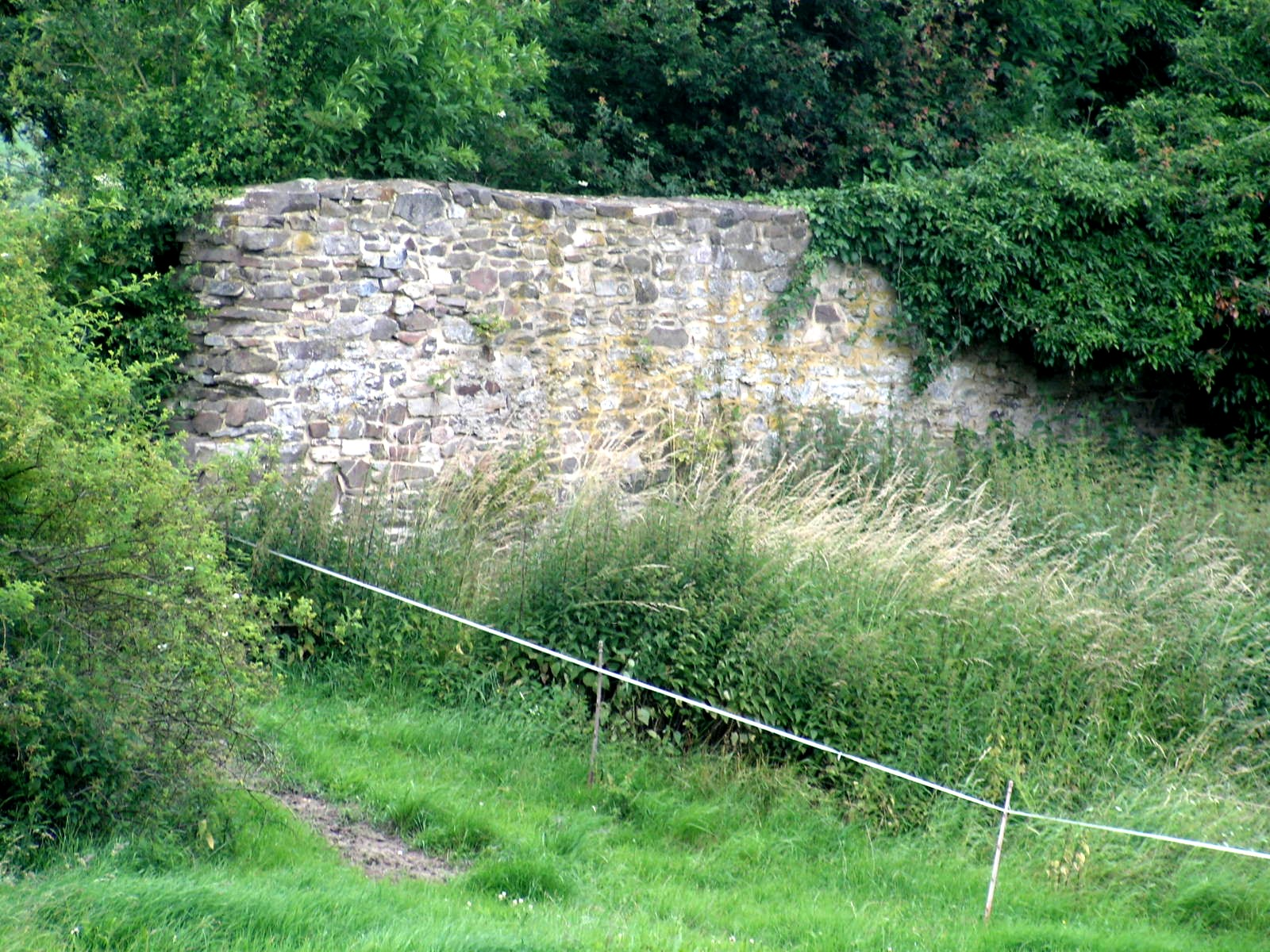
Reste der ehemaligen Klostermauer

Am östlichen Abhang des ehemaligen Klostergeländes sind Reste der Klostermauern zu finden, die restauriert wurden. Auch die Klosterkirche steht noch. Als „Pforte zum Paradies“ wird ein Klostergarten bezeichnet, der auf dem ehemaligen Kreuzgang angelegt ist. Das Calderner Heimatmuseum zeigt eine Ausstellung zum Calderner Zisterzienserinnenkloster.